# Opactwo terytorialne Saint-Maurice
Opactwo St. Maurice (fr. Abbaye de Saint-Maurice d'Agaune, łac. Abbatia territorialis Sancti Mauritii Agaunensis) – klasztor kanoników regularnych w Saint-Maurice w kantonie Valais (Szwajcaria), pochodzący z VI wieku. Jest  położony u stóp ściany skalnej w odcinku drogi między Genewą i przełęczą Simplon. Ma status opactwa terytorialnego. Jest szwajcarskim zabytkiem o znaczeniu krajowym.

## Historia
Opactwo św Maurycego jest zbudowane na ruinach rzymskiej świątyni z I wieku p.n.e., poświęconej bogowi Merkuremu. 
W 515 Bazylika św. Maurycego z Agaunum stała się kościołem klasztoru, ufundowanego przez króla Burgundii Zygmunta I Świętego. W 888 koronował się w nim na króla Burgundii Rudolf I.
Klasztor pozostał własnością Królestwa Burgundii do 1033 (klęski w bitwie pod Eudes), kiedy został przekazany pod kontrolę dynastii sabaudzkiej. Hrabia Sabaudii Amadeusz III Krzyżowiec opiniował wybory opatów klasztoru od 1103. Przyczynił się do ożywienia religijności w opactwie, instalując tam (w miejsce świeckich duchownych) w 1128 wspólnotę kanoników regularnych, którzy nadal mieszkają w klasztorze pod regułą św. Augustyna.
Strategiczne położenie klasztoru na głównej drodze prowadzącej z Genewy do przełęczy alpejskich wystawiało go na stałe niebezpieczeństwo wojny. Zakonnicy wielokrotnie musieli płacić okupy lub kwaterować żołnierzy.
Dzisiaj opactwo składa się z około 40 zakonników i 2 braci świeckich. Wspólnota zakonna służy zarówno potrzebom opactwa jak i pięciu parafii w diecezji Sion. Zakonnicy prowadzą też szkoły średnie.

## Architektura
Opactwo zostało zbudowane ponad 1500 lat temu, następnie wielokrotnie przebudowywane. Wykopaliska na miejscu wykazały pozostałości baptysterium z IV lub V wieku, serii czterech głównych kościołów zbudowanych między IV a XI wiekiem oraz krypt, zbudowanych między IV a VIII wiekiem.
Obecny kościół został zbudowany w XVII wieku, wieża pochodzi z XI wieku – została przebudowana w 1945 w wyniku napraw szkód spowodowanych przez upadek skały z urwiska w 1942.

## Lista opatów od 1834
- Etienne-Barthélemy Bagnoud, C.R.A. † (1834–1888)
- Joseph Paccolat, C.R.A. † (1888–1909)
- Joseph-Emile Abbet, C.R.A. † (1909–1914)
- Joseph-Tobie Mariétan, C.R.A. † (1914–1931)
- Bernard Alexis Burquier, C.R.A. † (1932–1943)
- Lois-Séverin Haller, C.R.A. † (1943–1970)
- Henri Salina, C.R.A. † (1970–1999)
- Joseph Roduit, C.R.A., (1999–2015)
- Jean Scarcella, C.R.A., (2015–2025)